# Gracupica contra
Il Gracupica contra o storno asiatico è una specie di uccelli passeriformi di taglia piccola, diffusa nel subcontinente indiano e nel sud-est asiatico. 
Di solito vivono principalmente in pianura, ma spesso sono avvistati all'interno di città e villaggi. In base alla popolazione, il piumaggio può essere leggermente variabile e ci sono cinque sottospecie.